# Manuel Costales
Manuel Costales y Govantes (La Habana, 1815-La Habana, 1866) fue un ensayista, novelista, profesor, orador y jurista cubano.

## Biografía
Nacido el 24 de octubre de 1815 en La Habana, comenzó sus estudios bajo la dirección de Ramón Otero y de Antonio Casas. En 1828 ingresó en el Seminario, al año siguiente defendió conclusiones públicas y en 1830 se recibió de bachiller y comenzó Jurisprudencia bajo Agustín Govantes. Se graduó de bachiller en Leyes en 1833 y de abogado el 23 de mayo de 1839. Contribuidor de publicaciones periódicas como Diario de La Habana y la Siempreviva, usó en alguna ocasión la firma de «Amaranto». También colaboró en el Paseo Pintoresco por la Isla de Cuba (1841) y fue autor de elogios póstumos de Tomás Romay y de J. A. Govantes, además de escribir para El Artista, La Civilización y Cuba Literaria. El 28 de noviembre de 1844 fue elegido junto Bachiller y Vivanco, a quienes se unió Villaverde, para redactar El Faro Industrial. Director en su segunda etapa del mensual Flores del Siglo y autor de la novela Florentina, además de la Educación de la mujer, que para Calcagno sería su obra maestra, participó en las conferencias dominicales del Ateneo Cubano. Costales, que en 1835 había contraído matrimonio con Ramona Ruiz, con quien tuvo ocho hijos, falleció el 22 de marzo de 1866 en La Habana.